# Halocharis
Halocharis là chi thực vật có hoa trong họ Amaranthaceae.